# Клочки (Мукачівський район)
Клочки́ — село в Кольчинській селищній громаді Мукачівського району Закарпатської області України.
Село назване на честь Андраша Ключко (Ключковича), першопоселенця. 
1600: Klocskófalva, 1645: Klutsko Falva, 1678: Klucsko falva, 1773: Klocskofalva, Kloczkafalva, Kloczky, 1808: Klocskófalva, Klocskofalva, Klocky, 1851: Kloczkófalva, 1877: Kolcskófalva, Klocskuvci, 1913: Lakatosfalva, 1925: Kločky, Kločkova, 1944: Klocskófalva, Клочковъ , 1983: Клочки.  
Церква св. Петра і Павла. 1990.
У 1692 р. згадано про церкву і церковну ділянку, а в 1699 р. — про дерев'яну церкву.
Дерев'яну церкву з мініатюрною вежкою, що згадується у 1778 p., належала до давнього хатнього типу. Вона стояла в селі до 1986 р., коли на її місці збудували невелику цегляну церкву, що повторює форми дерев'яної.
Греко-католицька громада відновилася в 1993 p., але не має церкви.

## Присілки
Белебово
Белебово - колишнє село в Україні, в Закарпатській області.
Обєднане з селом Клочки рішенням облвиконкому Закарпатської області №155 від 15.04.1967
14 лютого 1608 року Ференц Магочі направив кріпаків Міхалі Кенеза та Івана, щоб заселити це місце.
1608: Kis Belebele, Nagy Belebele,  1610: Kys Belibelj, Nagj Belibelj, 1645: Kis Blebal, 1773: Kis Belebele, Belebowo, 1808: Belebele, Belebowó, 1851: Nagy-Belebele (Belebovo), 1877: Belebele (Nagy-), Belebovo, 1882: Belebele (Nagy-), Belebovo, 1888: Belebele, 1898: Belebele, 1913: Kiscserjés, 1925: Belebovo, 1944: Belebova, Белебово.
Старозавітне Белебово з його кам'яними вуличками-полями любили мисливці - серед яких австрійський принц Рудольф, який неподалік застрелив двох ведмедів.
Каплиця: священики були тут у XVI і XVII ст. Останнім згадують Олександра Петричка в 1682 р. У 1991 р. на цвинтарі збудували маленьку дерев'яну каплицю і поряд — дзвіницю. Обидві споруди вкрито бляхою.

## Населення
Згідно з переписом УРСР 1989 року чисельність наявного населення села становила 298 осіб, з яких 145 чоловіків та 153 жінки.
За переписом населення України 2001 року в селі мешкало 298 осіб.

### Мова
Розподіл населення за рідною мовою за даними перепису 2001 року:
| Мова       | Відсоток |
| ---------- | -------- |
| українська | 98,33 %  |
| російська  | 1,33 %   |
| білоруська | 0,33 %   |

## Туристичні місця
- храм св. Петра і Павла. 1990.
- старозавітне Белебово з його кам'яними вуличками-полями любили мисливці - серед яких австрійський принц Рудольф, який неподалік застрелив двох ведмедів.